# BRICS PAY
BRICS PAY是由金磚國家推出的一个去中心化和去美元化的支付系統。它类似于中国的人民幣跨境支付系統以及欧洲环球银行金融电信协会的SWIFT系統。 BRICS PAY可让金砖国家之间用本国货币來收款和付款。 
该系统项目由金砖国家工商理事会于2018年发起。合作运营金砖支付的团队由来自金砖国家四个创始国以及南非的金融、银行技术专家组成。金砖支付的目的是降低国际支付的成本和复杂性，鼓励金砖国家成员国开展国际合作。

## 系统
BRICS PAY将采用一种去中心化的跨境消息系统（英語：Decentralized Cross-border Message System，简称“DCMS”），由圣彼得堡国立大学中心引入。DCMS无需中心所有者或主节点，参与者自己管理节点，使系统更难以被外部控制或干扰。系统无强制交易费用，但参与者可选择互相收取费用。DCMS自动在参与者间建立交易路径，即使直连传输不可用，也确保通信的可靠性。其目标是减少交易对手之间的结算不平衡。所有消息将被加密并签名，且提供多种加密方式。参与者还可以自行设置货币转换汇率和交易限额。在推荐设置下，DCMS每秒可处理20,000条消息，对硬件要求也较低。此外，DCMS计划在试点阶段通过后开源。

## 参閱
- SWIFT
- 人民币跨境支付系统
- 单一欧元支付区
- 数字货币